# ثوم صنيني
الثوم الصنيني (باللاتينية: Allium sannineum) نوع نباتي عشبي يتبع جنس الثوم من الفصيلة الثومية. سمي نسبة إلى جبل صنين.

## الموئل والانتشار
موطنه بلاد الشام.